# Бабін Анатолій Васильович
Анатолій Васильович Бабін (1900  — 1946 ) — радянський військовий інженер та воєначальник, генерал-майор інженерних військ, заступник командувача — начальник інженерних військ Закавказького фронту.

## Біографія
На військовій службі з 1921 року. У 1922 році закінчив Військово-інженерні командні курси. У 1935-му — Академічні курси технічного вдосконалення вищого та старшого начальницького складу при ВІА РСЧА.
Учасник радянсько-фінської та радянсько-німецької воєн на посаді корпусного інженера, начальника інженерного відділу А, начальника оперативного відділу Інженерного управління фронту, заступник командувача — начальник інженерних військ. Генерал-майор інженерних військ (з 3 травня 1942 року). Заступник командувача — начальник інженерних військ Закавказького фронту.
З 8 серпня 1942 року брав участь у бойових діях з противником на рубежі річки Терек Північної групи Закавказького фронту. У вересні 1942 року — війська Закавказького фронту в запеклих боях зупинили гітлерівців на рубежі Головного Кавказького хребта, а потім у взаємодії з Чорноморською групою відбили триразові спроби противника прорватися до Туапсе.
З 1 січня по 4 квітня 1943 року — забезпечував в інженерному відношенні бойові дії Закавказького фронту, який завдав спільно з Південним фронтом і Чорноморським флотом поразку групі армій «А» і який звільнив всю територію Північного Кавказу, крім Таманського півострова.

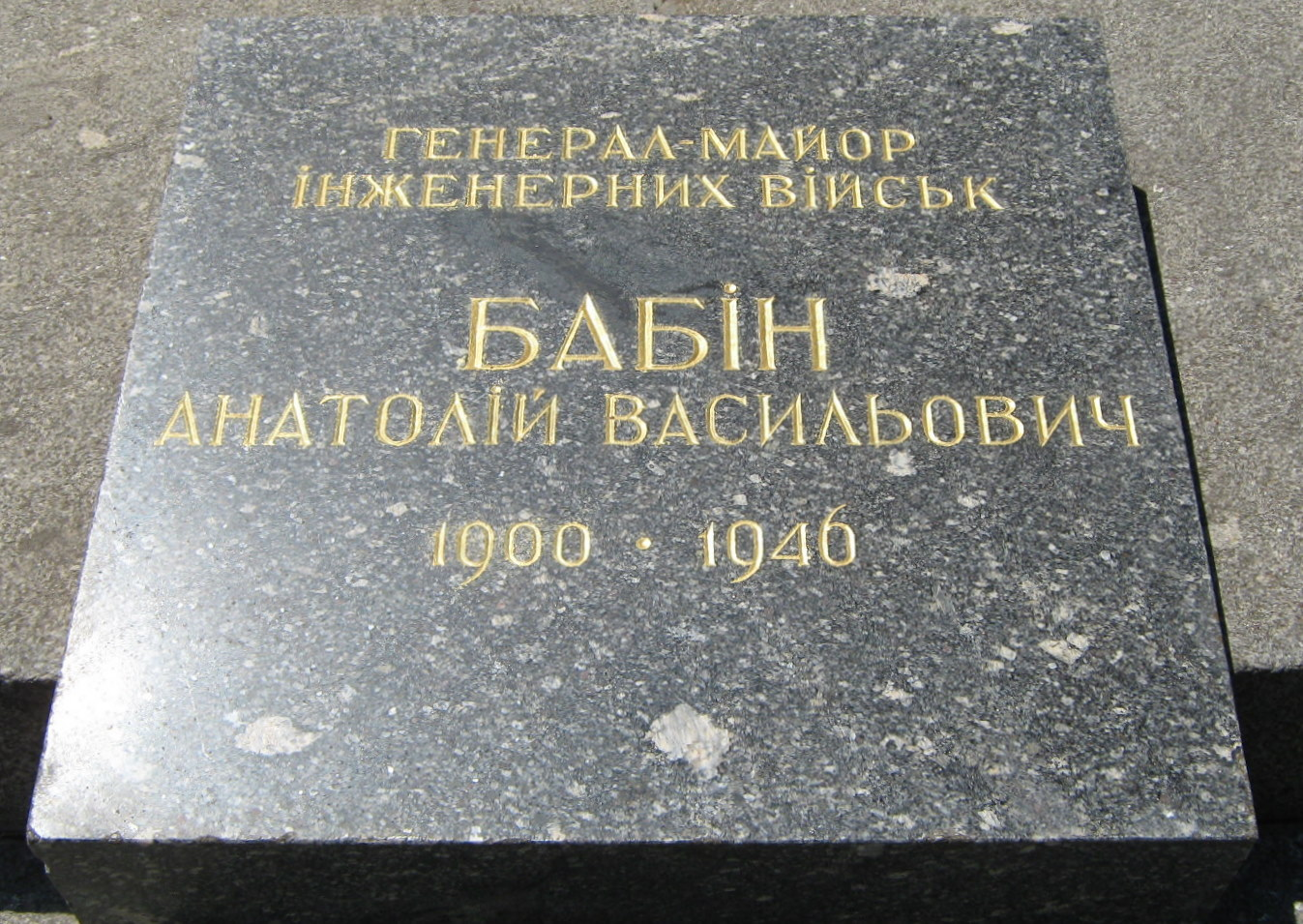
Могила А. В. Бабіна

Помер у 1946 році. Похований у Києві на алеї, що веде до меморіалу з пам'ятником Вічної Слави воїнам, загиблим в роки Другої світової війни.